# Železný vrchol
Železný vrchol je lokální maximum v grafu zastoupení chemických prvků v okolí železa (Cr, Mn, Fe, Co, Ni).
Pro prvky lehčí než železo platí, že se jaderná energie spotrebuje jaderným štěpením, jaderná fúze u nich energie uvolní. U prvků těžších než železo je tomu naopak: fúze energii spotřebovává a štěpení ji uvolňuje. Prvky do železného vrcholu jsou syntetizovány uvnitř hvězd, těžší pouze v supernovách. Toto je příčinou, proč jsou prvky železného vrcholu rozšířenější než (těžší) prvky v jejich okolí.

## Vazebná energie
Následující graf znázorňuje jadernou vazebnou energii na nukleon u některých nuklidů. Přestože 58Fe i 62Ni mají hodnoty vyšší než 56Fe, uvnitř hvězd nevznikají ve větších množstvích, protože potřebný počet neutronů není obvykle v hvězdné hmotě k dispozici.